# 紀元前6千年紀
紀元前6千年紀（きげんぜんろくせんねんき）は、西暦による紀元前6000年から紀元前5001年までを指す千年紀（ミレニアム）である。現在からおよそ7000年〜8000年前に当たる。

## 時代
- ヨーロッパ、中石器時代（中期新石器文化）。
- 小アジア（トルコ）に農耕民族の大集落ができる（農耕文化）。
- 日本列島は縄文時代早期〜前期。気温の上昇が続き植生が豊かになり、集落数も増加傾向にある。

## 環境の変化

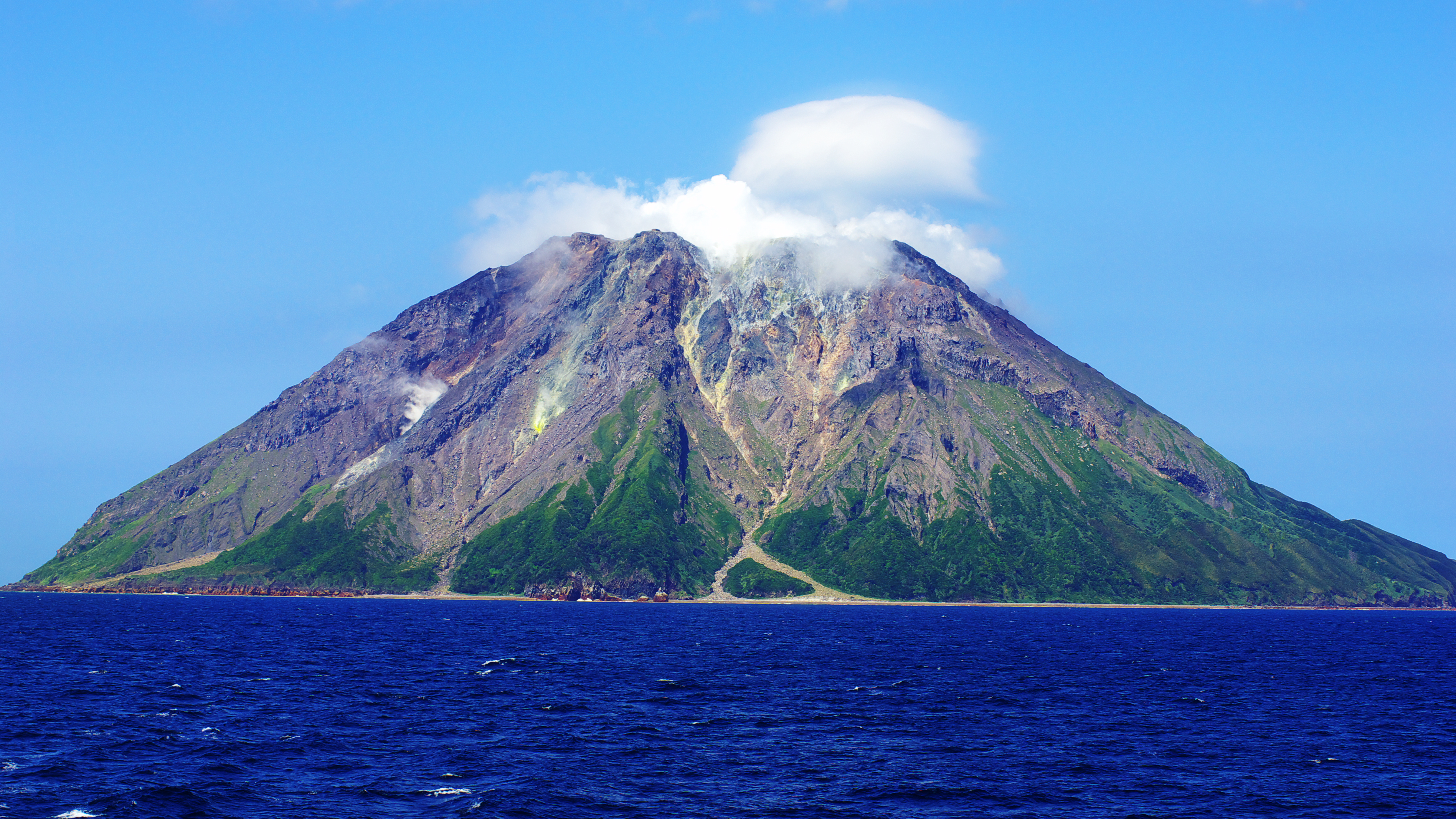
鬼界カルデラ噴火。過去1万年の内では世界最大規模で、火砕流が九州南部にも到達し、九州南部の縄文文化を壊滅させたと推測されている。画像はカルデラ北縁の外輪山を形成する薩摩硫黄島。

- 紀元前5760年頃 – ピュイ＝ド＝ドーム山噴火。現在のフランス。→ ル・ピュイ＝アン＝ヴレ
- 紀元前5600年頃
  - 北アフリカで砂漠化が始まる。この結果サハラ砂漠が生じ、エジプトへの移住と人口集中がおき、文明化を促進した。
  - 黒海洪水説にしたがえば、洪水によって約1万2500立方キロメートルの海水が海面下の内陸湖だった黒海に供給され、地形を変形し、現在の黒海を形成した。
- 紀元前5500年頃 – 海面が数メートル上昇、現在の海面にほぼ近づく。その後、温暖化で現在よりも海面が高い時期もあった。→ 完新世の気候最温暖期、縄文海進
- 紀元前5450年頃 – ヘクラ山噴火。
- 紀元前5300年頃 – 鬼界カルデラ噴火

## できごと
- 紀元前6000年頃
  - 世界各地で貝塚がつくられはじめる。撚糸文の尖底土器がつくられる。
  - メソポタミア北部でハラフ文化が展開。標式遺跡はシリアのテル・ハラフ。
  - トルコのアナトリア半島南部のチャタル・ヒュユク遺跡の女性坐像が作られる。
  - アゼルバイジャンのギョイテペ（英語版）遺跡が形成される。
  - イングランドのベッドフォードシャーのリンメア遺跡で狩猟採集民による直線状に並ぶ巨大な25もの穴が形成される。
- 紀元前5600年頃 – Red Paint Peopleが現在のラブラドル半島からニューヨーク州に及ぶ地域へ定住。
- 紀元前5500年頃
  - 南アジア・インダス渓谷のメヘルガルで窯業が始まる。
  - メソポタミア南部でウバイド文化が始まり、普通コムギが生まれる。
- 紀元前5400年頃
  - メソポタミアで灌漑が始まる。
  - セルビアを中心とするバルカン半島でビンチャ文化（英語版）が始まる（ - 紀元前4600年頃）。
- 紀元前5300年頃迄の鹿児島県霧島市の上野原遺跡等では平底土器が作られてたがトカラ列島辺りの海底火山である鬼界カルデラの大噴火により南九州の縄文人が全滅し、南九州のそのすぐ上の地層からは平底土器は発見されなくなる。
- 紀元前5200年頃 – マルタ島に人が定住。
- 紀元前5100年頃 – 南メソポタミアで神殿が建築される。

- ナイル川の渓谷で農業が行われる。
- 東南アジアにイネの耕作が広がる。
- 車輪と鋤の発明。
- 中国：長江流域で灌漑農耕の開始。黄河流域で陶器の製作。
- アフリカで石器に加え、金属器が用いられる。かご細工、陶器の生産、織物の発明。
- アフリカ：西向きに胎児の姿勢をとり、副葬品に囲まれた埋葬された遺体。
- アフリカ：アスファルトを上塗りされた陶器、骨と象牙細工による櫛、小立像、食器類が多勢出土。
- アフリカ：さまざまな宝飾品の製作。美的目的のための工芸品の出現。
- アフリカ：農業を伴う、組織的かつ永住的な定住のはじまり。